# Venturia epilobii
Venturia epilobii är en svampart som först beskrevs av Jean Baptiste Desmazières, och fick sitt nu gällande namn av Franz Xaver von Höhnel 1918. Venturia epilobii ingår i släktet Venturia och familjen Venturiaceae.   Inga underarter finns listade i Catalogue of Life.
I den svenska databasen Dyntaxa används istället namnet Venturia asteromorpha för samma taxon.  Arten är reproducerande i Sverige.